# Ed Averett
Ed Averett est un développeur de jeux vidéo. Initialement employé d'Intel délégué auprès de Magnavox, il devient programmeur indépendant payé uniquement sous forme de droits sur les ventes. Il est à l'origine, entre 1978 et 1983, de plus la moitié (26 titres sur 50) de la logithèque de la console Odyssey², connue en Europe sous le nom de Videopac, avec l'aide de son épouse Linda Averett pour certains titres,,. La rumeur, démentie en 2014, laissait d'ailleurs entendre que Linda, à l'époque programmeuse chez Electronics Associates puis Hewlett-Packard, assurait l'essentiel de la programmation, son époux s'occupant plutôt de la conception et du design des jeux.

## Ludographie
Ludographie
- Take the Money and Run (1978, Odyssey², Magnavox)
- Speedway! / Spin-Out! / Crypto-Logic! (en) (1978, Odyssey², Magnavox)
- Showdown in 2100 A.D.(1979, Odyssey², Magnavox)
- War of Nerves! (1979, Odyssey², Magnavox)
- Volleyball! (1979, Odyssey², Magnavox)
- I've Got Your Number (1979, Odyssey², Magnavox)
- Invaders from Hyperspace (1979, Odyssey², Magnavox)
- Hockey! / Soccer! (1979, Odyssey², Magnavox)
- Dynasty! (en) (1980, Odyssey², Magnavox)
- Alpine Skiing (1979, Odyssey², Magnavox)
- Pocket Billiards! (1980, Odyssey², Magnavox)
- Pachinko! (1980, Odyssey², Magnavox)
- Electronic Table Soccer (1980, Odyssey², Magnavox)
- Casino Slot Machine! (1980, Odyssey², Magnavox)
- Blockout! / Breakdown! (1980, Odyssey², Magnavox)
- Alien Invaders Plus! (1980, Odyssey², Magnavox)
- UFO! (1981, Odyssey², Magnavox)
- Quest for the Rings (1981, Odyssey², Magnavox)
- Monkeyshines! (1981, Odyssey², Magnavox)
- K.C. Munchkin! (1981, Odyssey², Magnavox)
- Conquest of the World (1981, Odyssey², Magnavox)
- Pick Axe Pete! (en) (1981, Odyssey², Magnavox)
- K.C.'s Krazy Chase! (en) (1982, Odyssey², Magnavox)
- The Great Wall Street Fortune Hunt (1982, Odyssey², Magnavox)
- Freedom Fighters! (1982, Odyssey², Magnavox)
- Attack of the Timelord!, (1982, Odyssey², Magnavox)[9]
- Power Lords (1983, Odyssey², Magnavox)
- KC Returns! II (2020, PC, Averett and Associates)[10]